# گروه ۱۰ جدول تناوبی
| گروه → | ۱۰     |
| ↓ دوره |        |
| ------ | ------ |
| ۴      | ۲۸ Ni  |
| ۵      | ۴۶ Pd  |
| ۶      | ۷۸ Pt  |
| ۷      | ۱۱۰ Ds |

یک عنصر گروه ۱۰ به یکی از عناصر گروه دهم جدول تناوبی گفته می‌شود که شامل فلزات واسطه نیکل (Ni)، پالادیوم (Pd)، پلاتین (Pt) و دارمشتادیم (Ds) است.